# Навколо світу за 80 днів (телесеріал, 2021)
«Навколо світу за 80 днів» (англ. Around the World in 80 Days) — телесеріал, заснований на однойменному романі французького письменника Жюля Верна. У головній ролі — Девід Теннант.
Прем'єра восьмисерійного телесеріалу у Великій Британії відбулася 26 грудня 2021 року на телеканалі BBC One, у США відбулася 2 січня 2022 року на телеканалі PBS.
29 листопада 2021, ще до прем'єри першого сезону, телесеріал був продовжений на другий сезон.

## Сюжет
Джентльмен на ім'я Філеас Фогг укладає парі на 20 тисяч фунтів, що зможе здійснити навколосвітню подорож за 80 днів. У подорожі його супроводжує слуга Паспарту та журналіст газети Daily Telegraph Ебігейл Фікс.

## У ролях
- Девід Теннант — Філеас Фогг
- Леоні Бенеш — Ебігейл Фікс
- Ібраїм Кома — Паспарту
- Пітер Салліван — Найл Белламі
- Шивані Гаї — принцеса Ауда
- Ентоні Фленаган — Томас Нідлінг

## Виробництво
Зйомки телесеріалу пройшли в ПАР та Румунії. У березні 2020 року виробництво було припинено через пандемію COVID-19, однак у жовтні того ж року зйомки було відновлено.

## Оцінки критиків
На сайті Rotten Tomatoes перший сезон телесеріалу має рейтинг 67 % на базі 6 рецензій критиків із середнім балом 6,7 із 10.
На сайті Metacritic рейтинг першого сезону телесеріалу складає 52 бали зі 100 можливих на основі 7 рецензій критиків, що означає «середні або змішані відгуки».